# Pitt Maas
François "Pitt" Maas, född 28 oktober 1925, död 14 april 2017, var en luxemburgsk fotbollsmålvakt.
Pitt Maas spelade hela sin klubblagskarriär för Fola Esch. Han spelade också en match för Luxemburgs landslag, en 1–4-förlust mot Frankrikes B-landslag 1949.